# Fiat Argo
La Fiat Argo est une citadine produite par le constructeur automobile italien Fiat depuis 2017 dans son usine géante Fiat-Betim au Brésil. 
La version tricorps à 4 portes avec coffre Fiat Cronos est fabriquée en Argentine par la filiale Fiat Concord et est commercialisée depuis janvier 2018.

## Histoire

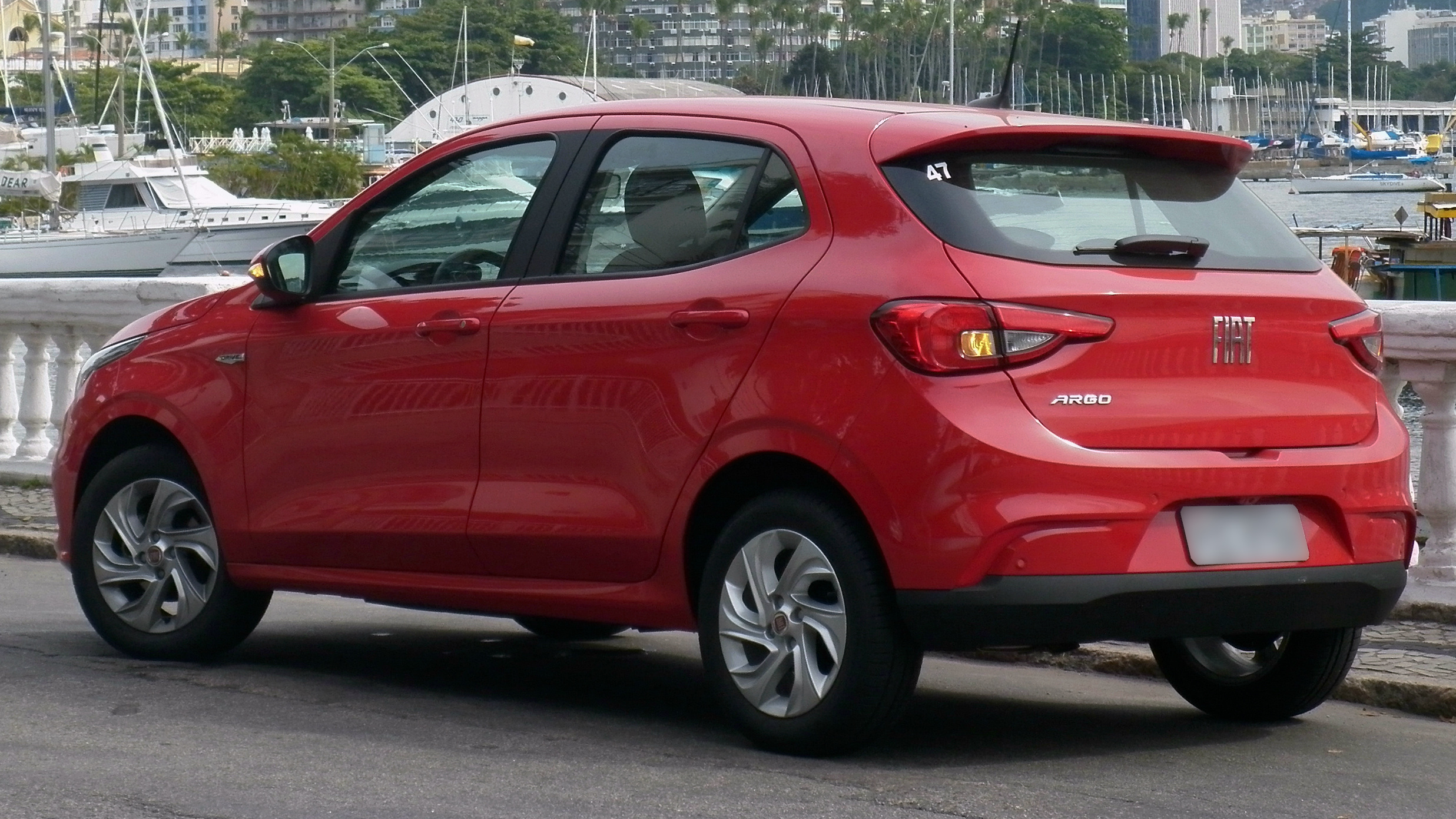
Fiat Argo phase 1

Elle a été lancée le 30 mai 2017. Elle remplace les Fiat Punto et Palio sur les marchés sud-américains.
Le restylage est présenté en juillet 2022. Pour l'occasion, la calandre de l'Argo s'agrandit et reçoit le nouveau logo Fiat. Le pare-chocs avant est également légèrement modifié.

## Motorisations
|                            | 1.0                                             | 1.3                                             | 1.3                                             | 1.8                                             | 1.8                                             |
| Types moteurs              | 3 cylindres                                     | 4 cylindres                                     | 4 cylindres                                     | 4 cylindres                                     | 4 cylindres                                     |
| Cylindrée (cm3)            | 999                                             | 1 332                                           | 1 332                                           | 1 747                                           | 1 747                                           |
| Alésage (mm) × Course (mm) | 70,0 × 86,5                                     | 70,0 × 86,5                                     | 70,0 × 86,5                                     | 80,5 × 85,8                                     | 80,5 × 85,8                                     |
| Puissance maxi             | 77 ch à 6 250 tr/min (72 ch à 6 000 tr/min)     | 109 ch à 6 250 tr/min (101 ch à 6 000 tr/min)   | 109 ch à 6 250 tr/min (101 ch à 6 000 tr/min)   | 135 ch à 5 750 tr/min (139 ch à 5 750 tr/min)   | 135 ch à 5 750 tr/min (139 ch à 5 750 tr/min)   |
| Couple maxi                | 109 N m à 3 250 tr/min (104 N m à 3 250 tr/min) | 142 N m à 3 500 tr/min (137 N m à 3 500 tr/min) | 142 N m à 3 500 tr/min (137 N m à 3 500 tr/min) | 193 N m à 3 750 tr/min (188 N m à 3 750 tr/min) | 193 N m à 3 750 tr/min (188 N m à 3 750 tr/min) |
| Boîte de vitesses          | BVM5                                            | BVM5                                            | BVA5                                            | BVM5                                            | BVA6                                            |
| Vitesse maxi               | 157 (162)                                       | 180 (184)                                       | 180 (184)                                       | 190 (192)                                       | 190 (192)                                       |
| 0-100 km/h                 | 14 s 4 (13 s 4)                                 | 11 s 8 (10 s 8)                                 | 11 s 8 (10 s 8)                                 | 9 s 6 (9 s 2)                                   | 11 s 1 (10 s 4)                                 |
| Poids à vide (en kg)       | 1 105                                           | 1 140                                           | 1 148                                           | 1 243                                           | 1 279                                           |
| Consommation (en L/100 km) | 6,6 (9,3)                                       | 6,9 (9,8)                                       | 6,9 (10,0)                                      | 7,5 (10,8)                                      | 7,8 (10,9)                                      |
| Pneumatiques               | 175/65 R 14                                     | 175/65 R 14                                     | 175/65 R 14                                     | 195/55 R 16                                     | 195/55 R 16                                     |
| Émissions de CO2 (en g/km) |                                                 |                                                 |                                                 |                                                 |                                                 |

( ): Moteur fonctionnant à l'éthanol

## Finitions

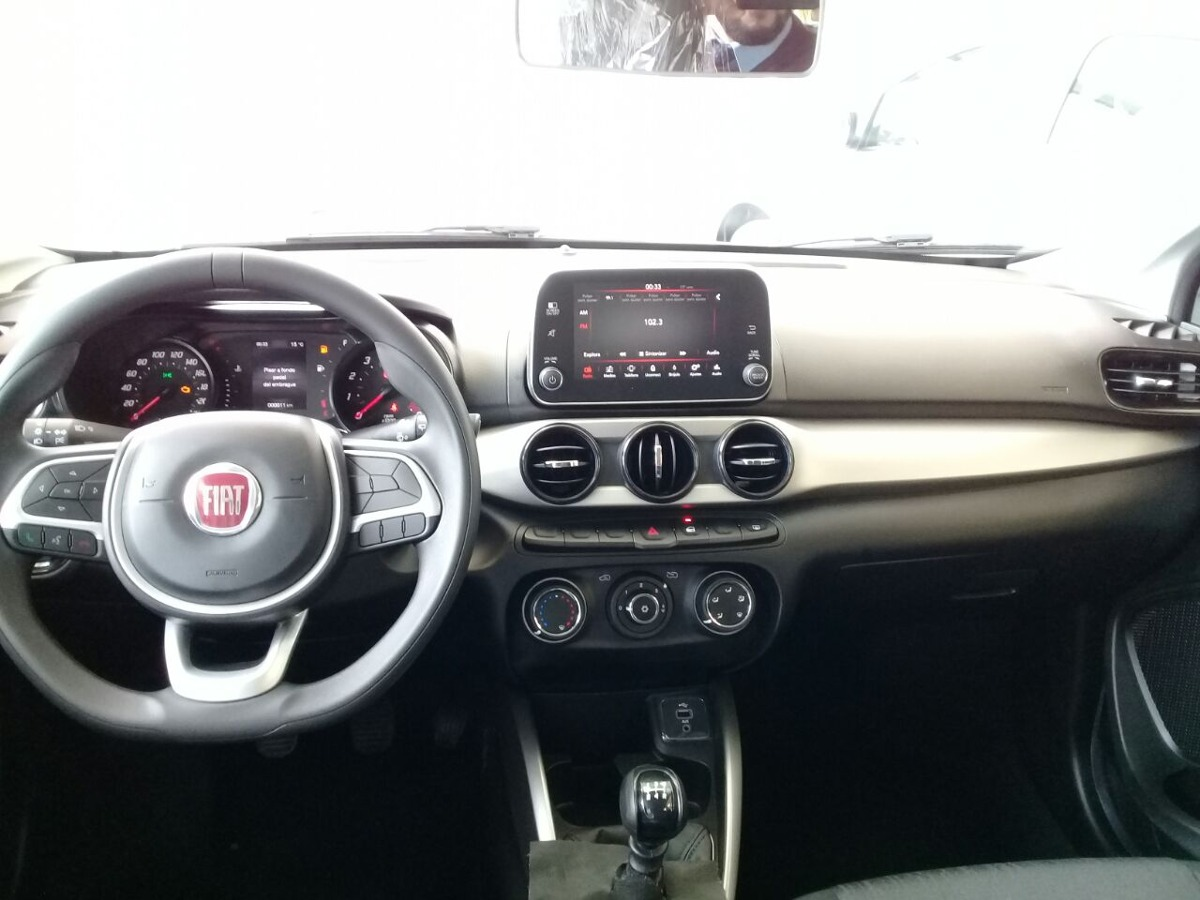
Intérieur (phase 1)

Versions disponibles au Brésil au lancement :

### Version Argo 1.0 Drive
Dès la version de base du modèle 1.0 Drive, on trouve l'air conditionné, le siège de conducteur réglable en hauteur, la banquette arrière rabattable, la commande d'ouverture des portes à distance, des fenêtres et le tronc, les appuie-tête et des ceintures trois points pour tous les occupants, direction électrique progressive, la lunette arrière dégivrante, ancrages Isofix, éclairage du coffre, essuie-glace sur la lunette arrière, la prédisposition radio avec 2 haut-parleurs avant et 2 haut-parleurs arrière plus 2 tweeters et l'antenne et un port USB, Start & Stop, serrures électriques, vitres avant électriques, volant réglable en hauteur et l'ordinateur de bord.
Les options sont regroupées dans 4 packs :
- Kit Multimédia 1 - il comprend : système Fiat-Uconnect 7", station multimédia écran tactile de 18 cm, Buetooth à commande vocale, streaming audio, AUX / USB / MP3 / AM / FM ; volant multifonctions avec commandes audio et un second port USB.
- Kit Commodité - il comprend : rétroviseurs électriques avec répéteurs de clignotants intégrés et Tilt fonction vers le bas, vitres électriques arrière avec sécurité anti-pincement.
- Kit Parking - il comprend : caméra de recul et capteurs de stationnement arrière.
- Radio Connect - cette option intègre une radio avec les fonctions AUX / USB / MP3 / AM / FM, streaming audio, haut-parleur Bluetoth avec les commandes de radio et téléphone au volant.

### Version Argo 1.3 Drive
Sur cette version de base plus puissante, on dispose de l'équipement de la version 1.0 Drive auxquels s'ajoutent : un second port USB pour les passagers, le système media center Uconnet de 18 cm sur écran tactile avec Android et Apple CarPlay, Bluetooth, USB et système de reconnaissance vocale, système de surveillance de la pression des pneus et volant avec commandes radio et téléphone.
Les options sont regroupées dans 2 packs :
- Kit Commodité : rétroviseurs électriques avec répéteurs de clignotants intégrés et Tilt fonction vers le bas, vitres électriques arrière avec sécurité anti-pincement.
- Kit Stile : feux de brouillard, jantes en alliage 15 pouces et pneus 185/60.

### Version Argo 1.3 GSR (Automatique)
Cette version avec boîte de vitesses automatique offre, en plus ces équipements de la version 1.3 Drive : des lumières d'ambiance intérieures pour les passagers à l'arrière, un accoudoir pour le conducteur, le système de contrôle de la stabilité ESC, le Hill Holder système Fiat d'aide au démarrage en côte, rétroviseurs électriques motorisés avec répéteurs de clignotants intégrés et vitres arrière électriques.
La version Argo 1.3 GSR offre 2 packs d'options :
- Kit Stile : feux de brouillard, jantes en alliage 15 pouces et pneus 185/60.
- Kit Parking : caméra de recul et capteurs de stationnement arrière.

### Version Argo 1.8 & AT6 (automatique)
Les versions 1.8 disposent de tous les équipements des versions Argo 1.3 et 1.3 GSR auxquels s'ajoutent : l'alarme anti-vol, la banquette arrière fractionnée 60/40, des feux à LEDS, les jantes en alliage léger de 15 pouces avec des pneus 185/60 et le volant en cuir réglable en hauteur et en profondeur.
Les versions Argo 1.8 (avec boîte manuelle ou automatique) proposent 4 packs d'options :
- Kit Tech : ouverture des portes sans clé (Fiat Entry go), Kit higt tech comprenant capteur de pluie, capteur de luminosité et rétroviseur électrochromatique), rétroviseurs extérieurs motorisés avec rabattement automatique et éclairage de confort, climatisation automatique et écran fonctionnel de 18 cm TFT.
- Kit Stile : revêtement des sièges en cuir et jantes en alliage léger de 16 pouces avec pneus 195/55.
- Kit Parking : caméra de recul et capteurs de stationnement arrière, Airbags latéraux.

## Ventes
| Année | Brésil  | Argentine |
| ----- | ------- | --------- |
| 2017  | 27 925  | 1 636     |
| 2018  | 63 017  | 21 378    |
| 2019  | 79 001  | 8 865     |
| 2020  | 65 937, | 4 688     |
| 2021  | 84 656  | 1 248     |
| 2022  | 64 022  | 1 517     |